# Atlantis (låt)
Atlantis är en instrumentallåt komponerad av Jerry Lordan som släpptes som singel av The Shadows 1963. Den nådde som högst andra plats på den brittiska singellistan. Låten är ett typiskt arrangemang för The Shadows med ekoeffekter på gitarrerna och ett stråkarrangemang, och till stilen ganska lik deras tidigare hitlåt "Wonderful Land". Shadows två föregående singlar hade båda toppat  Englandslistan, och efter "Atlantis" hade gruppen nått kulmen av sin popularitet då efterföljande singlar inte kom i närheten av dessa placeringar.

## Listplaceringar
| Lista (1963)   | Position              |
| -------------- | --------------------- |
| Australien     | 3 (Kent Music Report) |
| Danmark        | 7 (DR "Top 20")       |
| Irland         | 3                     |
| Nederländerna  | 6                     |
| Norge          | 4 (VG-lista)          |
| Nya Zeeland    | 4 (Lever Hit Parade)  |
| Spanien        | 18                    |
| Storbritannien | 2 (UK Singles Chart)  |
| Sverige        | 4 (Kvällstoppen)      |
| Sverige        | 4 (Tio i topp)        |
| Västtyskland   | 23                    |